# Porella acutirostris
Porella acutirostris is een mosdiertjessoort uit de familie van de Bryocryptellidae. De wetenschappelijke naam van de soort is voor het eerst geldig gepubliceerd in 1868 door Smitt.